# غابور أنشين
غابور أنشين (بالمجرية: Ancsin Gábor)‏ مواليد 27 نوفمبر 1990 في المجر، هو لاعب كرة يد مجري يلعب كظهير أيمن. مثل منتخب المجر لكرة اليد.

## سجل المنافسة
شارك في البطولات التالية:
- بطولة العالم لكرة اليد للرجال 2013
- بطولة أوروبا لكرة اليد للرجال 2012
- بطولة أوروبا لكرة اليد للرجال 2014
- بطولة أوروبا لكرة اليد للرجال 2016

## الإنجازات
- الدوري المجري لكرة اليد:
  - الميدالية الفضية: 2012، 2013، 2014، 2015، 2016
  - الميدالية البرونزية: 2007، 2008، 2009
- كأس أوروبا لكرة اليد:
  - الفوز: 2014

## روابط خارجية
- غابور أنشين على موقع الاتحاد الدولي لكرة اليد (الإنجليزية)
- غابور أنشين على موقع الاتحاد الأوروبي لكرة اليد (الإنجليزية)
- غابور أنشين على موقع اللجنة الأولمبية الدولية (الإنجليزية)
- غابور أنشين على موقع اللجنة الأولمبية المجرية (الهنغارية)